# Anne Staquet
Pour les articles homonymes, voir Staquet.
Anne Staquet est une philosophe belge, enseignant à l'université de Mons.

## Biographie
Elle a étudié à l'Université Laval où elle obtient son doctorat. Elle passe son agrégation à l'Université libre de Bruxelles. Elle enseigne ensuite à l'Université de Mons. Elle est également maître de conférence à l'Université de Liège, chargée du cours de Philosophie et littérature. Dans cette université, elle est membre de l'Unité de recherches en Philosophie politique et philosophie critique des normes,.
Elle a d'abord œuvré à la présentation et à la systématisation d'un important mouvement philosophique italien, celui de la pensée faible. Elle a mené une réflexion sur l'importance de l'écriture, de l'imagination et de la fiction en philosophie, et en étudiant notamment ce lien dans la littérature utopique. Dans cette ligne, elle fait des recherches sur les stratégies d'écriture, telles qu'on les trouve chez les libertins, en montrant que Descartes et Hobbes partagent leurs attitudes et méthodes[réf. souhaitée]. Elle pratique elle-même la littérature, non seulement dans ses ouvrages philosophiques, mais aussi sous la forme du roman et du théâtre.
En 2009, elle organise l'exposition « Censures et les Subversions », qui célèbre la chute du mur de Berlin et interroge sur la façon dont les écrivains et artistes peuvent inventer des moyens d'émettre des idées critiques lorsque la liberté d'expression manque,.
En octobre 2019, elle est signataire avec d'autres universitaires de l'article publié dans La Libre : « Réprimer les manifestations : une banalisation de pratiques policières inadmissibles en démocratie ». En novembre 2019, elle fait partie des universitaires qui signent le texte de la journaliste Aurore Van Opstal dans La Libre : « Julian Assange, ce grand homme qui meurt dans l’indifférence générale ».
En avril 2020, elle répond à l'appel des autorités belges, qui demandent des bénévoles pour épauler les effectifs frappés par la Covid-19 dans les établissements qui s'occupent des personnes âgées ou en perte d'autonomie. Cette expérience pratique la conduit à écrire Les effacés, où elle revisite son propre travail universitaire élaboré à partir des enseignements des grands maîtres en philosophie et sociologie.

## Œuvres

### Philosophie
- La Pensée faible de Vattimo et Rovatti: une pensée-fable, L'Harmattan, Paris, 1996
- La Pensée faible. Essai d'analyse quantitative de trois textes de Vattimo et Rovatti, Éditions du Centre Informatique de Philosophie et Lettres de l'Université de Liège, 2000
- La Morale et ses fables : de l'éthique narrative à l'éthique de la souveraineté, Éditions du Grand-Midi, Zurich/Québec, 2000
- L'Utopie ou les Fictions subversives, Éditions du Grand-Midi, Zurich/Québec, 2003
- Descartes et le Libertinage, Paris, Éditions Hermann, Paris, 2009
- La Ruse du Léviathan, Paris, Hermann, 2013
- Descartes avance-t-il masqué ?, Bruxelles, Académie royale de Belgique, 2015, 124 p.[11]
- Les effacés, M.E.O éditions, 2020[12]

### Roman, pièce de théâtre
- Malentendus, roman, Paris, Édilivre, 2011[13]
- Cyrano sens dessus dessous, théâtre, Havré, Audace, 2014, 53 p[14],[15],[11]
- Le procès de Vanini, théâtre, Havré, Audace "Librement vivre", 2020, 48 p.[16],[11]